# Ateuchus asperatum
Ateuchus asperatum är en skalbaggsart som beskrevs av Edgar von Harold 1881. Ateuchus asperatum ingår i släktet Ateuchus och familjen bladhorningar. Inga underarter finns listade.